# Matthew White Ridley (1er vicomte Ridley)
Matthew White Ridley, 1er vicomte Ridley (25 juillet 1842-28 novembre 1904) est un homme politique conservateur britannique. Il est ministre de l'Intérieur de 1895 à 1900 .

## Jeunesse et éducation
Ridley est né à Londres, le fils aîné de Matthew White Ridley, 4e baronnet et de son épouse Cecilia Anne, fille de James Parke (1er baron Wensleydale) et de son épouse Cecilia Arabella Frances Barlow. Il fait ses études au Harrow et au Balliol College d'Oxford. Après avoir obtenu un baccalauréat ès arts en 1865, il est Fellow of All Souls pendant neuf ans.

## Carrière politique
En 1868, il est élu député conservateur de Northumberland North et occupe ce siège jusqu'aux élections générales de 1885, date à laquelle il est battu pour le nouveau siège d'Hexham. Aux élections générales de 1886, il se présente à Newcastle-upon-Tyne, toujours sans succès, mais revient au Parlement lors d'une élection partielle de 1886 à Blackpool. Après avoir été sous-secrétaire d'État au ministère de l'Intérieur pendant deux ans dans l'administration de Benjamin Disraeli, Matthew Ridley (qui succède à son père comme cinquième baronnet en 1877) est secrétaire financier au Trésor du gouvernement intérimaire de Lord Salisbury de 1885 à 1886. En 1895, après la chute du ministère de Lord Rosebery, et ayant déjà échoué en avril de la même année à être élu président de la Chambre des communes, Ridley devient ministre de l'Intérieur et occupe ce poste jusqu'à sa retraite en 1900. Il est créé la même année vicomte Ridley et baron Wensleydale, de Blagdon et Blyth, dans le comté de Northumberland.

## Famille
Lord Ridley épouse Mary Georgiana Marjoribanks (1850 - 14 mars 1909), fille de Dudley Marjoribanks (1er baron Tweedmouth) et sa femme, Isabella Weir-Hogg, le 10 décembre 1873. Ils sont parents de cinq enfants: 
- Matthew White Ridley (2e vicomte Ridley) (6 décembre 1874 - 14 février 1916), épouse Rosamond Cornelia Gwladys Guest
- Cecilia Marjorie Ridley (1879-16 août 1896)
- Stella Ridley (18 décembre 1884 - 8 juin 1973), mariée à Rupert Gwynne
- Jasper Nicholas Ridley (6 janvier 1887 - 1er octobre 1951), épouse la comtesse Nathalie Louise von Benckendorff. Il est Chevalier Commandeur de l'Ordre du Bain.
- Grace Ridley (16 février 1889 - 22 septembre 1959), épouse Roundell Palmer (3e comte de Selborne).

Lord Ridley est décédé à l'âge de 62 ans à son domicile de Blagdon Hall, dans le Northumberland, et y est enterré.